# Monumento nazionale (Singapore)
I monumenti nazionali di Singapore (National Monuments of Singapore) sono costruzioni ritenute a carattere storico, tradizionale, archeologico, architettonico o artistico speciale.
Il Preservation of Monuments Board (PMB), all'interno del Governo di Singapore sotto il Ministero delle informazioni, delle comunicazioni e delle arti (MICA), ha finora iscritto più di 58 costruzioni e strutture a Singapore.

## Protezione dei monumenti nazionali
Sotto la sezione 9 della legge sulla conservazione dei monumenti, vi è scritto che la costruzione iscritta, nonché Monumento Nazionale, non può essere "demolito, rimosso, alterato o rinnovato o modificato con aggiunte", senza il permesso scritto del PMB, "tranne nel caso della necessità urgente ed immediata per la sicurezza delle persone o della proprietà". La pena per infrangere questa legge è un'indennità di fino a 1000 S$.

## Lista dei monumenti nazionali
Tra parentesi vi è riportato il nome in cinese semplificato:

### Costruzioni

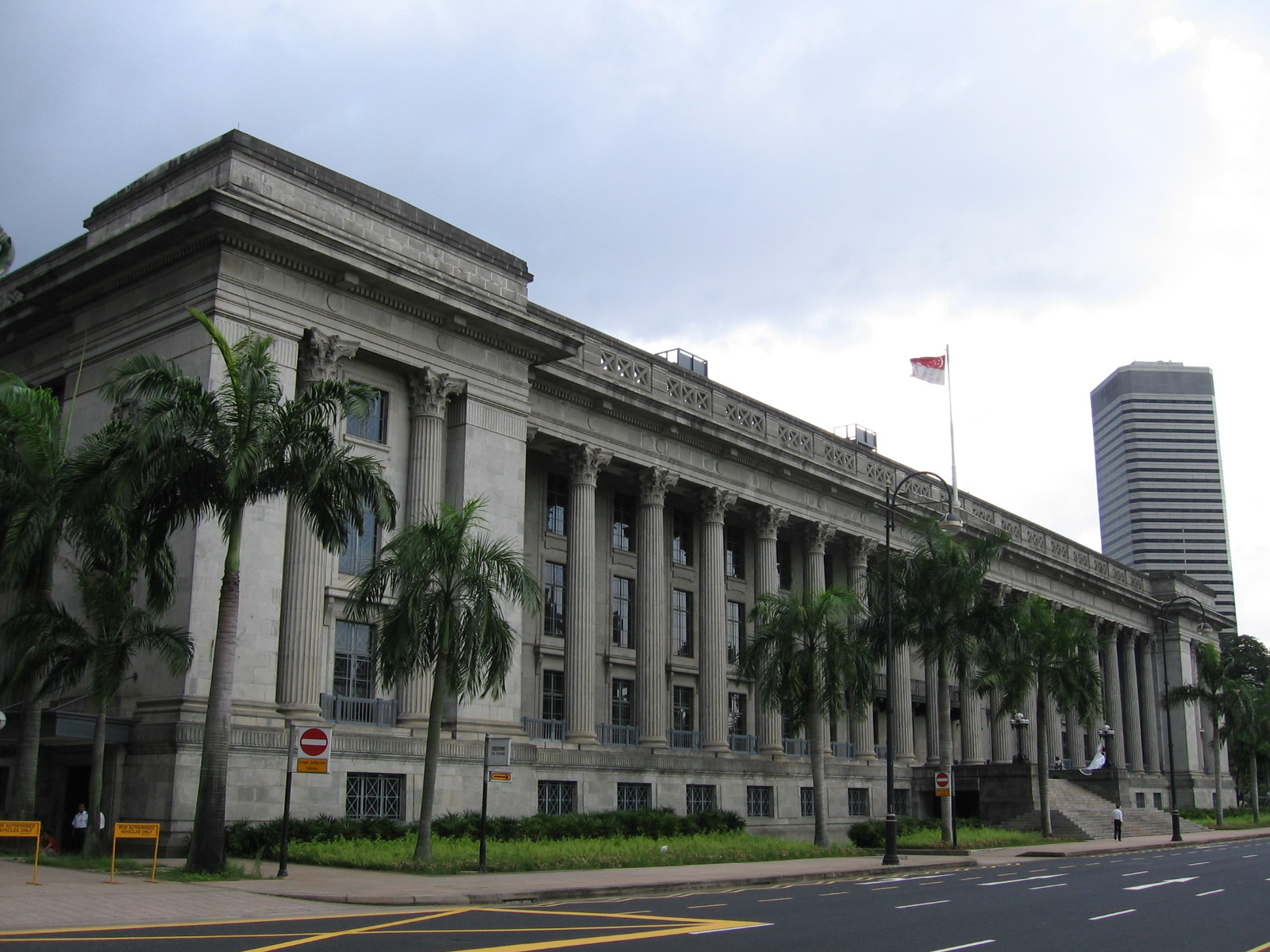
City Hall

- Cathay Building (国泰大厦)[2], iscritto il 10 febbraio 2003 - N.2 Handy Road
- Central Fire Station (中央消防局)[3], iscritto il 18 dicembre 1998 - N.62 Hill Street
- Chinese High School Clock Tower[4], iscritto il 19 marzo 1999 - N.673 Bukit Timah Road
- City Hall (政府大厦)[5], iscritto il 14 febbraio 1992 - N.3 Saint Andrew's Road
- College of Medicine Building (医药学院大厦)[6], iscritto il 2 dicembre 2002 - N.16 College Road
- Empress Place Building (皇后坊大厦)[7], iscritto il 14 febbraio 1992 - N.1 Empress Place
- Former St. Joseph's Institution (前圣约瑟书院)[8], iscritto il 14 febbraio 1992 - N.71 Bras Basah Road
- Goodwood Park Hotel - The Tower Wing (良木园大酒店)[9], iscritto il 23 marzo 1989 - N.22 Scotts Road
- House of Tan Yeok Nee (陈旭年宅第 or 陈旭年大厦)[10], iscritto il 29 novembre 1974 - N.207 Clemenceau Avenue
- Istana and Sri Temasek (总统府)[11], iscritto il 14 febbraio 1992 - Orchard Road

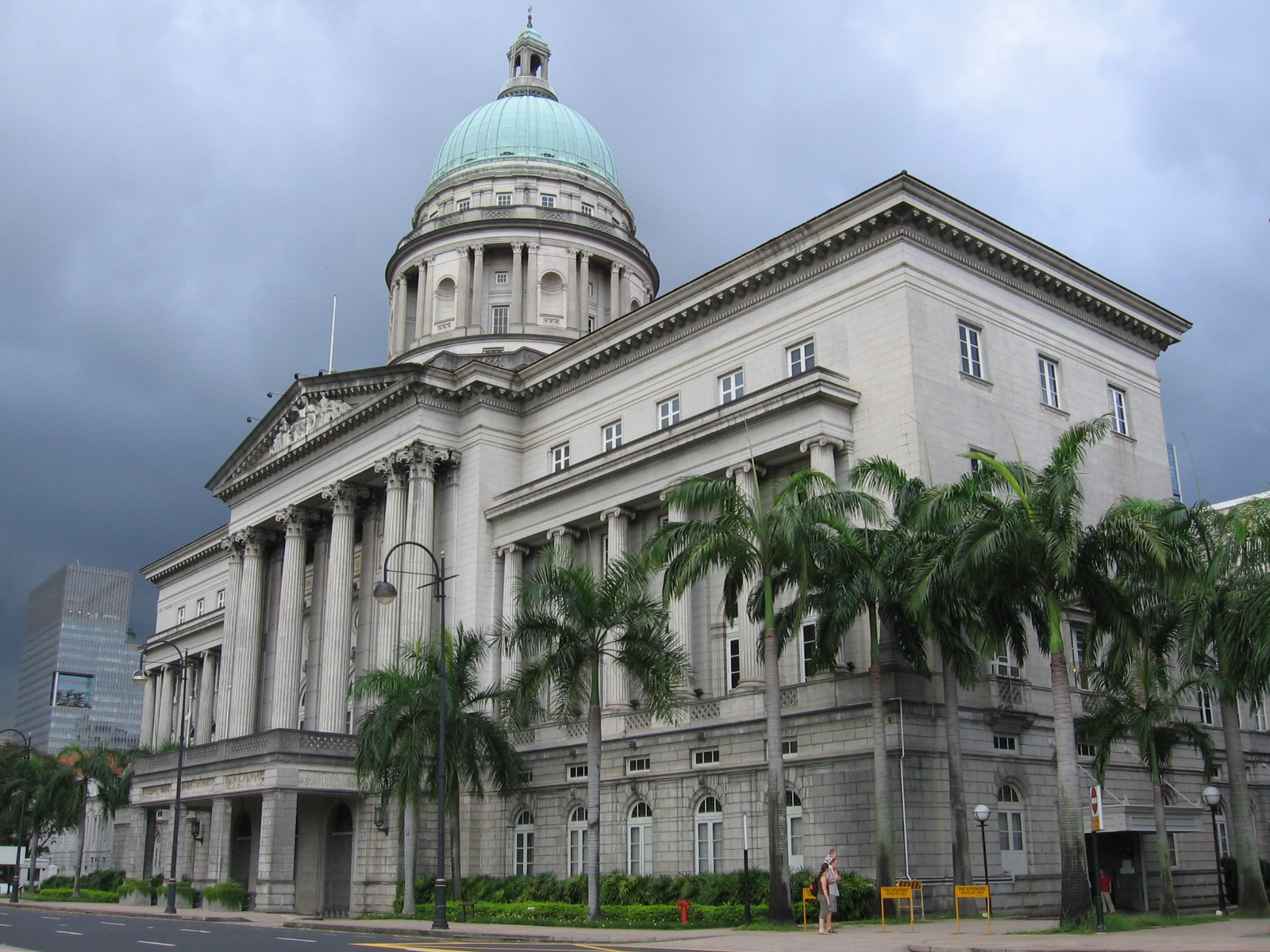
Supreme Court

- MacDonald House (麦唐纳大厦)[12], iscritto il 10 febbraio 2003 - N.40A Orchard Road
- Old Admiralty House (旧海军部屋)[13],  iscritto il 2 dicembre 2002 - N.345 Old Nelson Road
- Old Hill Street Police Station (ora sede MICA) (旧禧街警察局)[14], iscritto il 18 dicembre 1998 - N.140 Hill Street
- Old Nanyang University[15], iscritto il 18 dicembre 1998 - N.22 Nanyang Drive
- Old Parliament House and Annex Building (前国会大厦)[16], iscritto il 14 febbraio 1992 - N.10 Empress Place
- Raffles Hotel (莱佛士酒店)[17], iscritto il 6 marzo 1987 - N.1 Beach Road
- Singapore History Museum (ora National Museum of Singapore) (新加坡国家博物院)[18], iscritto il 14 febbraio 1992 - N.93 Stamford Road
- Sun Yat Sen Villa (孙中山南洋纪念馆)[19], iscritto il 28 ottobre 1994 - N.12 Tai Gin Road
- Supreme Court (最高法院大厦)[20], iscritto il 14 febbraio 1992 - N.1 Saint Andrew's Road
- Tan Teck Guan Building (陈德源大楼)[21], iscritto il 2 dicembre 2002 - N.16 College Road
- Telok Ayer Market (直落亚逸巴刹)[22], iscritto il 6 luglio 1973 - N.18 Raffles Quay
- The Old Attorney General's Chambers (ora parte del Parlamento di Singapore)[23], iscritto il 14 febbraio 1992 - N.3 High Street
- The Old Ministry of Labour Building (ora Family Court) (前劳工部大厦)[24], iscritto il 27 febbraio - N.3 Havelock Square
- The Old Tao Nan School (旧道南学校)[25], iscritto il 27 febbraio 1998 - N.39 Armenian Street
- The Old Thong Chai Medical Institution (旧同济医院)[26], iscritto il 6 luglio 1973 - N.50 Eu Tong Sen Street
- Victoria Theatre and Concert Hall (维多利亚剧院及音乐会堂)[27], iscritto il 14 febbraio 1992 - N.9 Empress Place
- Ying Fo Fui Kun (应和会馆)[28], iscritto il 18 dicembre 1998 - N.98 Telok Ayer Street

### Architetture religiose

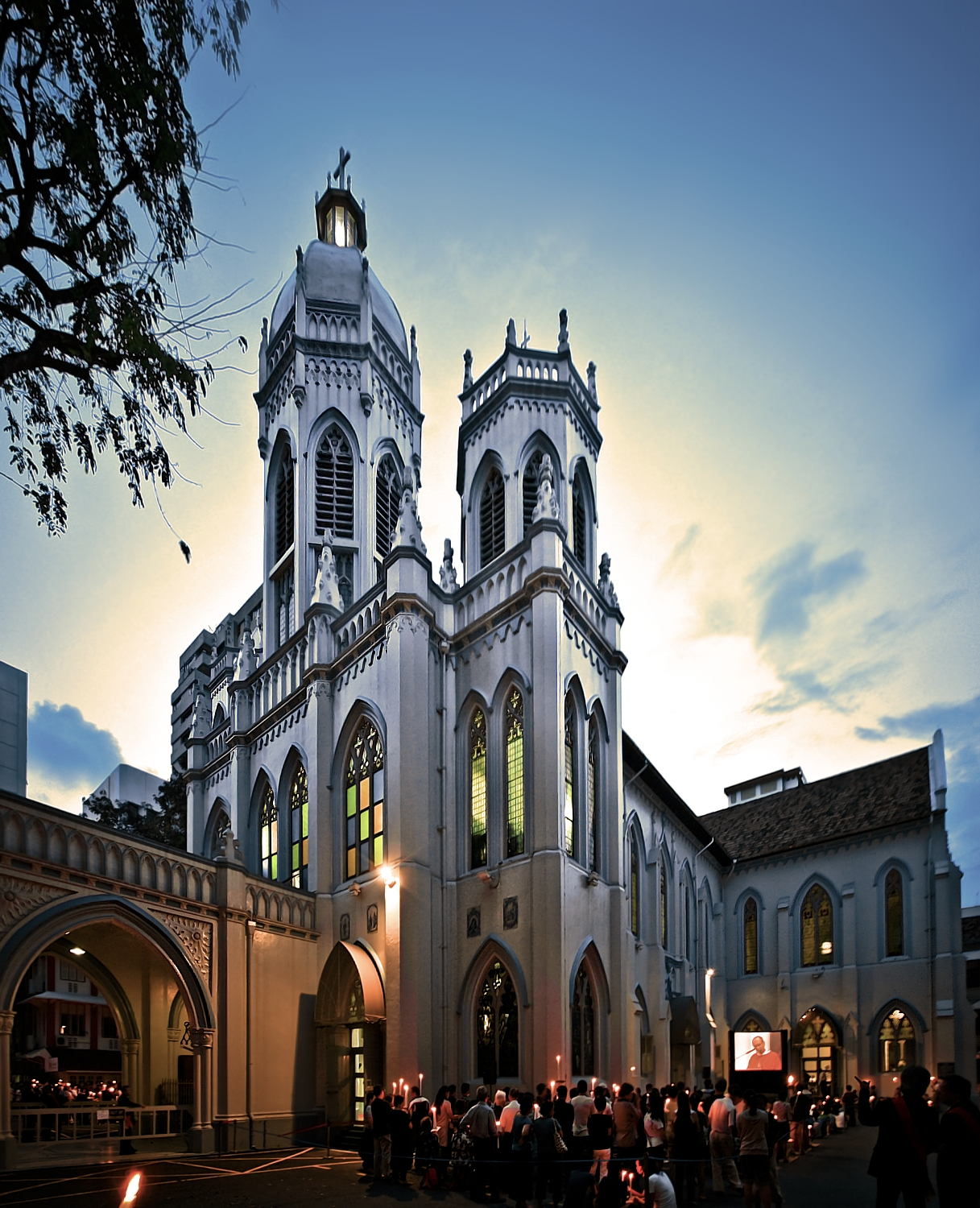
Saint Joseph's Church

- Armenian Church (亚米尼亚教堂)[29], iscritto il 6 luglio 1973 - N.60 Hill Street
- Cathedral of the Good Shepherd (善牧主教座堂)[30], iscritto il 6 luglio 1973 - N.A Queen Street
- Church of Our Lady of Lourdes (露德圣母堂)[31], iscritto il 14 gennaio 2005 - N.50 Ophir Road
- Church of Saints Peter and Paul (圣彼得与圣保罗教堂)[32], iscritto il 10 febbraio 2003 - N.225A Queen Street
- Church of the Nativity of the Blessed Virgin Mary (圣母圣诞堂)[33],  iscritto il 10 febbraio 2003 - N.1259 Upper Serangoon Road
- Prinsep Street Presbyterian Church (布连拾街长老会磐石堂)[34], iscritto il 12 gennaio 2000 - N.77 Prinsep Street
- Saint Andrew's Cathedral (圣安德烈座堂)[35], iscritto il 6 luglio 1973 - N.11 Saint Andrew's Road
- Saint George's Church (圣乔治教堂)[36], iscritto il 10 novembre 1978 - N.10 Minden Road
- Saint Joseph's Church (圣约瑟教堂)[37], iscritto il 14 gennaio 2005 - N.143 Victoria Street
- Telok Ayer Chinese Methodist Church (卫理公会直落亚逸礼拜堂)[38], iscritto il 23 marzo 1989 - N.235 Telok Ayer Street
- The Old Convent of the Holy Infant Jesus Chapel (ora CHIJMES Hall) (赞美广场)[39], iscritto il 26 ottobre 1990 - N.30 Victoria Street

### Moschee
- Abdul Gaffoor Mosque (阿都卡夫回教堂)[40], iscritto il 13 luglio 1979 - N.41 Dunlop Street
- Al-Abrar Mosque (阿尔阿布拉回教堂)[41], iscritto il 29 novembre 1974 - N.192 Telok Ayer Street
- Hajjah Fatimah Mosque (哈贾•法蒂玛回教堂)[42], iscritto il 6 luglio 1973 - N.4001 Beach Road
- Jamae Mosque (詹美回教堂)[43], iscritto il 29 novembre 1974 - N.218 South Bridge Road
- Sultan Mosque (苏丹回教堂)[44], iscritto il 14 marzo 1975 - N.3 Muscat Street

### Sinagoghe
- Chesed-El Synagogue (圣诺犹太庙)[45], iscritto il 18 dicembre 1990 - N.2 Oxley Rise
- Maghain Aboth Synagogue (马海阿贝犹太庙)[46], iscritto il 27 febbraio 1998 - N.24 Waterloo Street

### Templi

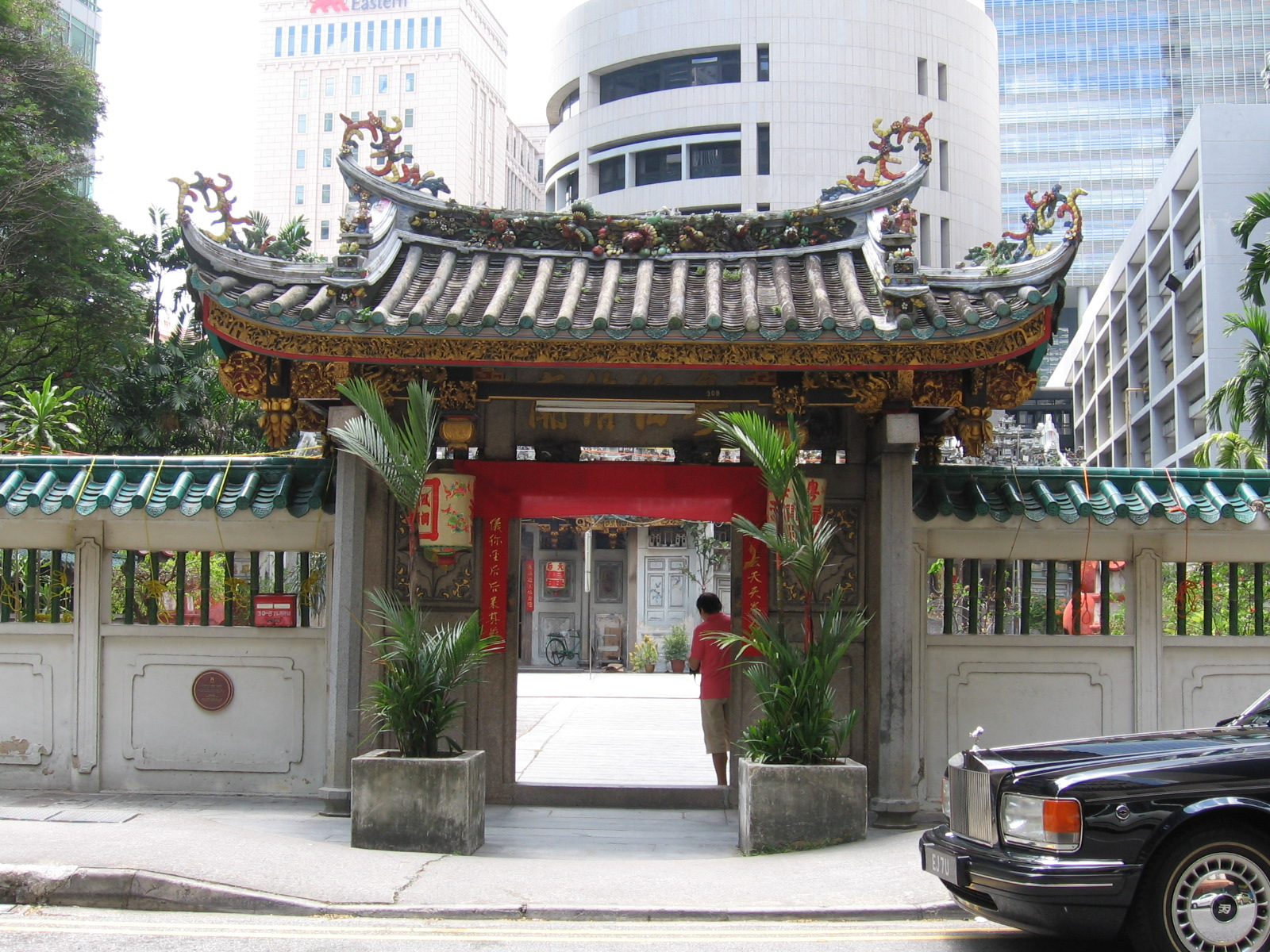
Yueh Hai Ching Temple

- Hong San See (凤山寺)[47], iscritto il 10 novembre 1978 - N.31 Mohamed Sultan Road
- Nagore Durgha (Shrine) (纳宫神社)[48], iscritto il 29 novembre 1974 - N.140 Telok Ayer Street
- Siong Lim Temple (莲山双林寺)[49], iscritto il 17 ottobre 1980 - N.184 Jalan Toa Payoh
- Sri Mariamman Temple (马里安曼兴都庙)[50], iscritto il 6 luglio 1973 - N.244 South Bridge Road
- Sri Perumal Temple (尼瓦沙柏鲁马兴都庙)[51], iscritto il 10 novembre 1978 - N.397 Serangoon Road
- Tan Si Chong Su (陈氏宗祠)[52], iscritto il 29 novembre 1974 - N.15 Magazine Road
- Thian Hock Keng (天福宫)[53], iscritto il 6 luglio 1973 - N.158 Telok Ayer Street
- Tou Mu Kung (斗母宫)[54], iscritto il 14 gennaio 2005 - N.779A Upper Serangoon Road
- Yueh Hai Ching Temple (粤海清庙)[55], iscritto il 28 giugno 1996 - N.30B Philip Street